# برونو لو مير
برونو لو مير  (بالفرنسية: Bruno Le Maire)، من مواليد 15 نيسان 1969 في نويي سور سين، هو سياسي ودبلوماسي فرنسي . وهو وزير الاقتصاد الحالي في حكومة إدوار فيليب.
كان مدير مكتب الوزير دومينيك دو فيلبان 2006-2007 وانتخب كنائب عن حزب الاتحاد من أجل حركة شعبية.
ثم كان وزيراً للخارجية للشؤون الأوروبية بين 2008-2009، ثم وزير الزراعة منذ ما يقرب من ثلاث سنوات في حكومات فرانسوا فيون الثانية والثالثة. انتخب مرة أخرى في عام 2012 وحاول دون جدوى الترشح لرئاسة الحزب الحاكم في عام 2014 ضد نيكولا ساركوزي.
في الانتخابات الرئاسية الفرنسية 2017، رشح نفسه لكنه فشل في التأهل للدورة الثانية، وحصل على نسبة 2.4٪ فقط من الأصوات.

## الدراسة
خريج دار المعلمين أو مدرسة الأساتذة العليا، وله درجة الإجازة في الأدب، كما درس في المدرسة الوطنية للإدارة.

## تعاونه مع دومينيك دو فيلبان
في عام 1998 وبعد تخرجه من المدرسة الوطنية للإدارة، عمل برونو لو مير في وزارة الخارجية الفرنسية وبالتحديد في مديرية الشؤون الاستراتيجية والأمن ونزع السلاح.
ثم التحق بفريق دومينيك دو فيلبان السكرتير العام لرئاسة الجمهورية في زمن جاك شيراك،. وذهب مع دومينيك دو فيلبان في عام 2002 كمستشار للشؤون الخارجية في مكتبه في وزارة الداخلية في عام 2004، وبعد ذلك إلى رئاسة الوزراء في قصر ماتينيون أيار من عام 2005، حيث أصبح المستشار السياسي لرئيس الوزراء دومينيك دو فيلبان.
في يوليو 2006، تم تعيينه مدير مكتب رئيس الوزراء، ليحل محل بيير مونجين، وظل في هذه المهمة حتى رحيل دومينيك دو فيلبان من قصر ماتينيون افي عام 2007.

## بعد الانتخابات الرئاسية الفرنسية 2017
بعد الانتخابات الرئاسية الفرنسية 2017 في 17 أيار / مايو 2017 عُين وزير الاقتصاد في حكومة إدوار فيليب ، في عهد الرئيس إيمانويل ماكرون.

## روابط خارجية
- برونو لو مير على موقع IMDb (الإنجليزية)
- برونو لو مير على موقع مونزينجر (الألمانية)
- برونو لو مير على موقع قاعدة بيانات الفيلم (الإنجليزية)